# Мисс Интернешнл 2024
Мисс интернешнл 2024 (англ. Miss International 2024) — 62-й международный конкурс красоты Мисс интернешнл. Прошёл 12 ноября 2024 года в Tokyo Dome City Hall, Токио, Япония.

## Закулисье

### Место проведения и дата
Организаторы Мисс интернешнл анонсировали, что конкурс пройдёт в Tokyo Dome City Hall, Токио, Япония. В предконкурсном мероприятии, которое пройдёт 10 ноября 2024 и финал, которого состоится 12 ноября.

### Дебют, возвращение и отказавшиеся страны
Этот конкурс отмечен дебютом Албании и Британскими Виргинскими островами и возвращение Болгарии, участвовавшая в 1970 году; Кыргызстан в 2013; Люксембург в 2015; Ирландия в 2016; Сьерра-Леоне в 2017 году; Эфиопия в 2018 году; Аргентина, Китай, Либерия, Южный Судан и Украина в 2019 году; Кабо-Верде, Германия, Гондурас, Италия и Румыния в последний раз приняли участие в 2022 году.
Ангола, Дания, Эстония, Греция, Ямайка, Лесото, Литва, Мартиник, Маврикий, Норвегия, Пакистан, Сербия, Тунис, Уганда и Зимбабве отказались от участия.

## Результаты

### Места
| Placement            | Contestant |
| -------------------- | --- |
| Мисс интернешнл 2024 | - Вьетнам — Хюинь Тхи Тхань Тхюи |
| 1-я Вице-мисс        | - Боливия — Камила Рока |
| 2-я Вице-мисс        | - Испания — Альба Перес |
| 3-я Вице-мисс        | - Венесуэла — Сакра Герреро |
| 4-я Вице-мисс        | - Индонезия — Софи Кирана |
| Топ-8                | - Чехия — Алина Дементьева - Новая Зеландия — Саманта Пул - Польша — Эва Якубец |
| Топ-20               | - Австралия — Селина Макклоски - Кабо-Верде — Акисанна Вейга - Куба — Шелби Бирнес Гарсия - Доминиканская Республика — Миюки Круз - Гондурас — Эйприл Тоби - Ирландия — Ханна-Кэтлин Хокшоу - Япония — Мэй Уэда - Монголия — Баяраа Сувд-эрдене - Нигерия — Перпетуал Укадике - Южно-Африканская Республика — Белинде Шрейдер - Южный Судан — Амилия Денг - Китайская Республика — Океана Лин-Кюри |

### Континентальные королевы
| Награда                                         | Участница                        |
| ----------------------------------------------- | -------------------------------- |
| Мисс интернешнл Африка                          | - Кабо-Верде — Акисанна Вейга    |
| Мисс интернешнл Америка                         | - Куба — Шелби Бирнес Гарсия     |
| Мисс интернешнл Азиатско-Тихоокеанского региона | - Япония — Мэй Уэда              |
| Мисс интернешнл Европа                          | - Ирландия — Ханна-Кэтлин Хокшоу |

### Специальные награды
| Награда                 | Участница                      |
| ----------------------- | ------------------------------ |
| Мисс Фитнес             | - Гондурас — Эйприл Тоби       |
| Мисс Фотгеничность      | - Мексика — Валерия Вильянуэва |
| Лучшее вечернее платьеё | - Перу — София Каджо           |

#### Лучший национальный костюм
| Место      | Страна |
| ---------- | --- |
| Победитель | - Новая Зеландия — Саманта Пул |
| Топ-10     | - Доминиканская Республика — Миюки Круз - Эквадор — Паулета Кахас - Эфиопия — Гермела Нигусси - Франция — Камилла Платроз - Кыргызстан — Айпери Нурбекова - Нидерланды — Кристина Лазарос - Панама — Лилиам Эшби Баррера - Таиланд — Аписара Тхададолтхип - Венесуэла — Сакра Герреро |

## Конкурс

### Судьи
- Акеми Симомура — Президент «Miss International Organization»
- Андреа Рубио — победительница Мисс интернешнл 2023
- Хироси Табата — Бывший уполномоченный Japan Tourism Agency[англ.]
- Дзюнко Косино — Дизайнер одежды
- Норика Фудзивара — победительница «Мисс Япония 1992», модель и актриса
- Нсенда Лукумвена — Чрезвычайный и Полномочный Посол Республики Демократическая Республика Конго в Японии
- Рёхэй Мията — Председатель «Public Interest Incorporated Association», Nitten[англ.]
- Суджицу Кобори — Глава «Kobori Enshu school of tea»
- Супапан Пичаиронаронгсонгкрам — Председатель Водный автобус по реке Чаупхрая
- Ясуко Икенобо[англ.] — Председатель НПО «Моэги» и член Yokozuna Deliberation Council[англ.]

## Участницы
Список участниц:
| Страна/Территория           | Участница              | Возраст | Родной город/регион     |
| --------------------------- | ---------------------- | ------- | ----------------------- |
| Албания                     | Десара Хатиджа         | 18      | Тирана                  |
| Аргентина                   | Мария Агостина Гальфре | 19      | Буэнос-Айрес            |
| Австралия                   | Селина Макклоски       | 23      | Элибана                 |
| Бангладеш                   | Эфа Табассум           | 28      | Рангпур                 |
| Бельгия                     | Лука Депруст           | 24      | Лихтарт                 |
| Боливия                     | Камила Рибера Рока     | 26      | Санта-Крус-де-ла-Сьерра |
| Бразилия                    | Эмилли Соарес          | 18      | Ору-Бранку              |
| Болгария                    | Кристияна Йорданова    | 27      | Провадия                |
| Камбоджа                    | Чанреаксми Лой         | 23      | Пномпень                |
| Канада                      | Джессика Бейли         | 27      | Лэнгли                  |
| Кабо-Верде                  | Акисанна Вейга         | 25      | Санта-Катарина          |
| Чили                        | Келси Колер            | 25      | Винья-дель-Мар          |
| Китай                       | Ши Сяосуань            | 24      | Пекин                   |
| Колумбия                    | Хуанита Урреа          | 24      | Армения                 |
| Коста-Рика                  | Джуссан Сандовал       | 27      | Алахуэла                |
| Кот-д’Ивуар                 | Надин Маулани Конан    | 23      | Ла-Ме                   |
| Куба                        | Шелби Бирнес Гарсия    | 27      | Гавана                  |
| Чехия                       | Алина Дементьева       | 23      | Виден                   |
| Доминиканская Республика    | Миюки Круз             | 27      | Санто-Доминго           |
| Эквадор                     | Паулета Кахас          | 23      | Кито                    |
| Сальвадор                   | Лусиана Мартинес       | 25      | Сан-Сальвадор           |
| Эфиопия                     | Гермела Нигусси        | 23      | Аддис-Абеба             |
| Финляндия                   | Тийя Аалто             | 24      | Хельсинки               |
| Франция                     | Камилла Платроз        | 24      | Марсель                 |
| Гана                        | Селестина Обенг        | 28      | Тепа                    |
| Гватемала                   | Хелен Моралес          | 27      | Пуэрто-Барриос          |
| Гавайи                      | Мелоди Хига            | 27      | Айеа                    |
| Гондурас                    | Эйприл Тоби            | 25      | Роатан                  |
| Гонконг                     | Беата Чжан             | 26      | Гонконг                 |
| Индия                       | Рашми Шинде            | 26      | Мумбаи                  |
| Индонезия                   | Софи Кирана            | 24      | Слеман                  |
| Ирландия                    | Ханна-Кэтлин Хокшоу    | 26      | Дублин                  |
| Италия                      | Ева Шостак             | 27      | Монтефьясконе           |
| Япония                      | Мэй Уэда               | 26      | Уто                     |
| Кыргызстан                  | Айпери Нурбекова       | 26      | Бишкек                  |
| Лаос                        | Шасиконе Шасит         | 18      | Тямпатсак               |
| Либерия                     | Киднесс Уилсон         | 26      | Монровия                |
| Люксембург                  | Кьяра Вандервеерен     | 28      | Лёвен                   |
| Макао                       | Ширли Чжоу             | 21      | Макао                   |
| Малайзия                    | Эшлин Оой              | 27      | Пинанг                  |
| Мексика                     | Валерия Вильянуэва     | 26      | Мансанильо              |
| Молдова                     | Арина Мардари          | 21      | Страшены                |
| Монголия                    | Баяраа Сувд-эрдене     | 21      | Хэнтий                  |
| Мьянма                      | Кхаинг Зар Тант        | 21      | Янгон                   |
| Непал                       | Каруна Рават           | 25      | Танаху                  |
| Нидерланды                  | Кристина Лазарос       | 28      | Амстердам               |
| Новая Зеландия              | Саманта Пул            | 21      | Фангареи                |
| Никарагуа                   | Мариэла Серрос         | 25      | Окоталь                 |
| Нигерия                     | Перпетуал Укадике      | 27      | Онича                   |
| Панама                      | Лилиам Эшби Баррера    | 24      | Панама                  |
| Парагвай                    | Химена Соса            | 24      | Оэнау                   |
| Перу                        | София Каджо            | 26      | Ика                     |
| Филиппины                   | Анхелика Лопес         | 23      | Батараза                |
| Польша                      | Эва Якубец             | 27      | Вроцлав                 |
| Португалия                  | Мария Росадо           | 23      | Орен                    |
| Пуэрто-Рико                 | Захира Мариэль         | 24      | Изабела                 |
| Румыния                     | Мириам Тигау           | 23      | Бухарест                |
| Сьерра-Леоне                | Ялисса Каргбо          | 25      | Фритаун                 |
| Сингапур                    | Ванесса Тиара Тэй      | 27      | Сингапур                |
| Южно-Африканская Республика | Белинде Шрейдер        | 28      | Лепхалале               |
| Республика Корея            | Чон Гю-ри              | 26      | Канвондо                |
| Южный Судан                 | Амилия Денг            | 25      | Джуба                   |
| Испания                     | Альба Перес            | 22      | Кадис                   |
| Шри-Ланка                   | Майя Дмитри            | 21      | Коломбо                 |
| Китайская Республика        | Океана Лин-Кюри        | 24      | Тайбэй                  |
| Таиланд                     | Аписара Тхададолтхип   | 27      | Чиангмай                |
| Украина                     | София Згоба            | 19      | Львов                   |
| Великобритания              | Тайни Симбани          | 23      | Дерби                   |
| США                         | Алиса Кук              | 23      | Пейс                    |
| Венесуэла                   | Сакра Герреро          | 24      | Сан-Хуан-де-лос-Моррос  |
| Вьетнам                     | Хюинь Тхи Тхань Тхюи   | 22      | Дананг                  |

## Заметки
1. ↑  На момент участия в конкурсе